# Artikel 9 van de Belgische Grondwet
Artikel 9 van de Belgische grondwet kent aan de federale wetgevende macht de bevoegdheid toe naturalisaties te verlenen. Hierdoor kan de Belgische nationaliteit worden toegekend via een wet die naturalisaties verleent. Zulke naturalisatiewetten zijn wetten in de formele zin, die overeenkomstig artikel 74 van de Belgische Grondwet uitgaan van de Kamer van volksvertegenwoordigers en de Koning.

## Tekst
Naturalisatie wordt verleend door de federale wetgevende macht.
— Artikel 9 van de Belgische Grondwet.

## Commentaar
Het artikel gaat terug tot artikel 5 in de grondwet aangenomen op 7 februari 1831. De officiële tekst was: "La naturalisation est accordée par le pouvoir législatif. La grande naturalisation seule assimile l'étranger au Belge pour l'exercice des droits politiques." Bij het vastleggen van de Nederlandse versie van de Grondwet in 1967 werd dit vertaald als: "Naturalisatie wordt verleend door de wetgevende macht. Alleen grote naturalisatie stelt de vreemdeling met de Belg gelijk voor de uitoefening van de politieke rechten."
In 1991 werd het tweede lid omtrent de grote naturalisatie opgeheven. Sindsdien luidde de Nederlandstalige versie van dit artikel: Naturalisatie wordt verleend door de wetgevende macht.
In 1994 werd de grondwet gecoördineerd, en preciseerde men "wetgevende macht" door het te vervangen in "federale wetgevende macht".
Decreten met grondwettelijke waarde: Decreet Belgische Onafhankelijkheidsverklaring · Decreet eeuwige uitsluiting Oranje-Nassau

Grondwettelijke principes: constitutionele monarchie · parlementaire democratie · ministeriële verantwoordelijkheid · scheiding der machten

Grondwetsherzieningen en staatshervormingen: 1831: Afkondiging van de Grondwet · 1893: Algemeen meervoudig stemrecht voor mannen · 1921 : Algemeen enkelvoudig stemrecht voor mannen mannen · 1948 : Algemeen enkelvoudig stemrecht voor mannen en vrouwen · 1970: eerste staatshervorming · 1980: tweede staatshervorming · 1988-1989: derde staatshervorming · 1993: vierde staatshervorming · 1994: Coördinatie · 2001: vijfde staatshervorming · 2011-2012: zesde staatshervorming
Nationaal recht